# Monsunska klima
Monsunska ili tropska monsunska klima  (Am) je prijelazni tip između prašumske i savanske klime. Karakterizira ju izrazito jaka sezonska raspodjela kiše što uzrokuju sezonski vjetrovi – monsuni. Po monsunima je ova klima dobila ime. U ovoj klimi rastu prašume i džungle koje se polako pretvaraju u poljoprivredna područja. 
Dijelovi Zemlje s takvom klimom su:   
U Aziji – Malabarska obala Indije, delta Gangesa i Brahmaputre, obala Vijetnama, sjeverni Filipini i dio Tajvana.
U Latinskoj Americi – sjeveroistok Južne Amerike i dio karipske obale Srednje Amerike.
U Africi – Gvinejsko primorje i ušće Nigera.